# 今井宏 (予備校講師)
今井 宏（いまい ひろし、1958年6月26日 - ）は、日本の予備校講師。東進ハイスクール・東進衛星予備校などの英語科講師。伯父は経済学者の加藤一夫。父は今井三千雄。

## 人物
秋田県秋田市土崎港出身。秋田県立秋田高等学校、早稲田大学政治経済学部政治学科卒業。1988年に本人曰く、自身の誰にも媚を売らず、言いたいことを貫き通す直言居士な性格の影響で同期が昇進していく中、それまで順調だったものの、平社員に留め置かれて出世コースから外された事を期に人生を考え、一念発起して電通を退職し、予備校講師に転身。予備校講師に転身後、1990年代の一時期は、今井宏師と名乗っていた事がある。国立学院、駿台予備学校、河合塾、代々木ゼミナールの講師を勤める。2005年春に東進ハイスクールに移籍したタイミングで、それまでの髪型から、現在の特徴でもある坊主頭に髭を蓄えたスタイルに変更している。2025年現在も東進に在籍している。

## 著書
- 『今井の英文法入門 Part.1』（代々木ライブラリー、1998年3月）ISBN 978-4896804799
- 『今井の英文法入門 Part.2』（代々木ライブラリー、1998年9月）ISBN 978-4896805277
  - 後継『今井の英文法入門―代々木ゼミ方式』（代々木ライブラリー、2004年4月）ISBN 978-4896807769
- 『今井の英文読解パラグラフリーディング（1）スーパー速読編―代々木ゼミ方式』（代々木ライブラリー、1999年7月）ISBN 978-4896805673
- 『今井の英文読解パラグラフリーディング（2）スーパー精読編―代々木ゼミ方式』（代々木ライブラリー、1999年12月）ISBN 978-4896805796
- 『今井の英文読解パラグラフリーディング（3）スーパー完成編―代々木ゼミ方式』（代々木ライブラリー、2000年10月）ISBN 978-4896806106
- 『英文法・語法問題パーフェクト150―代々木ゼミ方式』（代々木ライブラリー、2000年12月）ISBN 978-4896806311
- 『CDつき 今井の英文読解 しっかりじっくりスタンダード30―代々木ゼミ方式』（代々木ライブラリー、2002年8月）ISBN 978-4896807202
- 『今度こそ「英語は、大丈夫。」―高校生のための英語道』（ナガセ、2005年7月）ISBN 978-4890853434
- 『英単語・熟語トレーニングドリル2100(上) 音読用CD付』（ナガセ、2006年3月）ISBN 978-4890853540
- 『英単語・熟語トレーニングドリル2100(下) 音読用CD付』（ナガセ、2006年3月）ISBN 978-4890853557
- 『これを知らずに塾には通うな!』（ロングセラーズ、2009年2月） ISBN 978-4845421435
- 『今井の英文法教室 上―東進ブックス 名人の授業 大学受験英語』（ナガセ、2009年9月）ISBN 978-4890854509
- 『今井の英文法教室 下―東進ブックス 名人の授業 大学受験英語』（ナガセ、2009年9月）ISBN 978-4890854516
- 『さあ、音読だ　～4技能を伸ばす英語学習法～』（ナガセ、2015年10月）ISBN 978-4890856657

## 出演

### 雑誌
- CanCam2013年9月号（小学館、2013年7月23日）- 「あの人はこう着てます! みんなの"白T""黒T"図鑑」
- 週刊少年マガジン2016年第9号（講談社、2016年1月27日）- 「ルポ魂！」

### テレビ
- 『ロンブー淳と小山薫堂の近未来予測テレビ THE NEXT』（フジテレビ、2011年2月20日）
- 『ヒ・ト・ミ目線』（南海放送、2013年11月28日、2015年2月28日）

### ラジオ
- 『未来の鍵を握る学校 SCHOOL OF LOCK!』（TOKYO-FM、2011年2月28日）- 生放送教室にゲスト出演[4]

### コマーシャル
- 東進ハイスクール・東進衛星予備校（2006年 - ）- 「TOSHIN.COM 夏期講習」篇（30秒版TVCM、2006年 - 2007年）、「生徒への檄文」篇（30秒版/15秒版TVCM、2008年 - ）[5]、LINEスタンプ（2013年2月、2013年7月、2016年10月）[6][7][8]